# Liga Mundial de Voleibol de 2014
A Liga Mundial de Voleibol de 2014 foi a 25ª edição do torneio anual de voleibol masculino promovido pela Federação Internacional de Voleibol (FIVB).
Pela primeira vez a Liga Mundial foi disputada por 28 seleções, dez a mais com relação ao ano anterior, com alterações na fórmula de disputa. A fase intercontinental foi realizada entre 23 de maio e 6 de julho. As equipes classificadas disputaram a fase final em Florença, na Itália, entre 16 e 20 de julho.
Os Estados Unidos conquistaram seu segundo título no torneio ao vencer o Brasil na final por 3 sets a 1. Maior vencedor com nove títulos, foi a terceira derrota brasileira em finais nas últimas quatro edições.

## Fórmula de disputa
Introduzido em 2010, as qualificatórias para a Liga Mundial não foram realizadas em 2014 e todas as dezoito equipes que participaram na edição de 2013 garantiram-se nessa temporada, com a adição de mais dez seleções convidadas, totalizando 28 na disputa. Essas 28 equipes foram divididas em sete grupos de quatro seleções cada na fase intercontinental, disputada entre maio e julho.
Nos grupos A e B (Primeiro Grupo) estiveram as seleções melhores classificadas no ranking da Federação Internacional de Voleibol de 7 de outubro de 2013, distribuídos através do sistema serpentina, sendo que dois primeiros colocados de cada grupo, mais a Itália como país sede, avançaram para a fase final (final six). A última vaga na fase final foi ocupada pelo vencedor do final four entre os participantes dos grupos C, D e E (Segundo Grupo).
Ainda na fase intercontinental cada equipe dos grupos A até E realizou dois jogos por fim de semana contra cada equipe do grupo, totalizando 12 jogos por equipe. A pior equipe do Primeiro Grupo foi rebaixada para o Segundo Grupo no ano seguinte, e a vencedora do Segundo Grupo ocupará o seu lugar, desde que cumprisse os critérios da FIVB.
As seleções restantes integraram os grupos F e G (Terceiro Grupo), que foram realizados em dois torneios onde todos enfrentaram todos dentro dos grupos. Os dois primeiros colocados de cada grupo avançaram para o final four desse Terceiro Grupo.

## Grupos
Entre parênteses o ranking de outubro de 2013, utilizado para a composição dos grupos.
| Primeiro Grupo                                   | Primeiro Grupo                                              | Segundo Grupo                                                | Segundo Grupo                                            | Segundo Grupo                                                          | Terceiro Grupo                                       | Terceiro Grupo                                                |
| Grupo A                                          | Grupo B                                                     | Grupo C                                                      | Grupo D                                                  | Grupo E                                                                | Grupo F                                              | Grupo G                                                       |
| ------------------------------------------------ | ----------------------------------------------------------- | ------------------------------------------------------------ | -------------------------------------------------------- | ---------------------------------------------------------------------- | ---------------------------------------------------- | ------------------------------------------------------------- |
| Brasil (1) · Itália (3) · Polônia (5) · Irã (12) | Rússia (2) · Estados Unidos (4) · Bulgária (6) · Sérvia (9) | Bélgica (37) · Canadá (11) · Austrália (14) · Finlândia (30) | Argentina (7) · Alemanha (10) · França (16) · Japão (17) | Países Baixos (31) · Coreia do Sul (21) · Portugal (38) · Chéquia (22) | Tunísia (13) · Turquia (45) · Cuba (7) · México (22) | Porto Rico (20) · China (18) · Eslováquia (36) · Espanha (25) |

## Fase intercontinental
- Vitória por 3 sets a 0 ou 3 a 1: 3 pontos para o vencedor;
- Vitória por 3 sets a 2: 2 pontos para o vencedor e 1 ponto para o perdedor.

### Primeiro Grupo

#### Grupo A
|     |         |     | Jogos | Jogos | Jogos | Resultados | Resultados | Resultados | Resultados | Resultados | Resultados | Sets | Sets | Sets  | Pontos | Pontos | Pontos |
| Pos | Equipe  | Pts | T     | V     | D     | 3–0        | 3–1        | 3–2        | 2–3        | 1–3        | 0–3        | V    | P    | R     | V      | P      | R      |
| --- | ------- | --- | ----- | ----- | ----- | ---------- | ---------- | ---------- | ---------- | ---------- | ---------- | ---- | ---- | ----- | ------ | ------ | ------ |
| 1   | Itália  | 19  | 12    | 6     | 6     | 2          | 4          | 0          | 1          | 4          | 1          | 24   | 22   | 1.091 | 1031   | 1051   | 0.981  |
| 2   | Irã     | 19  | 12    | 6     | 6     | 3          | 2          | 1          | 2          | 1          | 3          | 23   | 22   | 1.045 | 1018   | 986    | 1.032  |
| 3   | Brasil  | 17  | 12    | 6     | 6     | 2          | 2          | 2          | 1          | 3          | 2          | 23   | 24   | 0.958 | 1075   | 1057   | 1.017  |
| 4   | Polônia | 17  | 12    | 6     | 6     | 2          | 3          | 1          | 0          | 3          | 3          | 21   | 23   | 0.913 | 994    | 1024   | 0.971  |

Primeira semana
| Data   |        | Placar |        | 1º Set | 2º Set | 3º Set | 4º Set | 5º Set | Total |
| ------ | ------ | ------ | ------ | ------ | ------ | ------ | ------ | ------ | ----- |
| 23 mai | Brasil | 1–3    | Itália | 19–25  | 25–27  | 25–22  | 21–25  |        | 90–99 |
| 24 mai | Brasil | 1–3    | Itália | 17–25  | 26–24  | 23–25  | 20–25  |        | 86–99 |

Segunda semana
| Data   |        | Placar |         | 1º Set | 2º Set | 3º Set | 4º Set | 5º Set | Total |
| ------ | ------ | ------ | ------- | ------ | ------ | ------ | ------ | ------ | ----- |
| 29 mai | Brasil | 3–0    | Polônia | 25–23  | 29–27  | 25–19  |        |        | 79–69 |
| 30 mai | Brasil | 0–3    | Polônia | 24–26  | 26–28  | 21–25  |        |        | 71–79 |
| 30 mai | Itália | 3–0    | Irã     | 25–19  | 25–22  | 25–23  |        |        | 75–64 |
| 1 jun  | Itália | 3–0    | Irã     | 27–25  | 25–18  | 25–22  |        |        | 77–65 |

Terceira semana
| Data  |        | Placar |         | 1º Set | 2º Set | 3º Set | 4º Set | 5º Set | Total   |
| ----- | ------ | ------ | ------- | ------ | ------ | ------ | ------ | ------ | ------- |
| 6 jun | Brasil | 3–2    | Irã     | 25–23  | 28–30  | 26–28  | 25–23  | 15–13  | 119–117 |
| 6 jun | Itália | 3–1    | Polônia | 25–22  | 20–25  | 25–23  | 25–20  |        | 95–90   |
| 7 jun | Brasil | 0–3    | Irã     | 18–25  | 21–25  | 22–25  |        |        | 61–75   |
| 8 jun | Itália | 3–1    | Polônia | 25–21  | 25–20  | 15–25  | 25–17  |        | 90–83   |

Quarta semana
| Data   |         | Placar |        | 1º Set | 2º Set | 3º Set | 4º Set | 5º Set | Total   |
| ------ | ------- | ------ | ------ | ------ | ------ | ------ | ------ | ------ | ------- |
| 13 jun | Irã     | 3–2    | Brasil | 18–25  | 27–25  | 20–25  | 25–17  | 15–9   | 105–101 |
| 13 jun | Polônia | 3–2    | Itália | 25–23  | 24–26  | 26–24  | 25–27  | 15–10  | 115–110 |
| 15 jun | Irã     | 2–3    | Brasil | 19–25  | 16–25  | 25–23  | 25–23  | 10–15  | 95–111  |
| 15 jun | Polônia | 3–1    | Itália | 25–22  | 25–23  | 23–25  | 25–15  |        | 98–85   |

Quinta semana
| Data   |         | Placar |        | 1º Set | 2º Set | 3º Set | 4º Set | 5º Set | Total  |
| ------ | ------- | ------ | ------ | ------ | ------ | ------ | ------ | ------ | ------ |
| 20 jun | Irã     | 3–0    | Itália | 25–18  | 25–20  | 25–15  |        |        | 75–53  |
| 20 jun | Polônia | 3–1    | Brasil | 25–20  | 25–21  | 28–30  | 25–20  |        | 103–91 |
| 22 jun | Irã     | 3–1    | Itália | 25–22  | 25–19  | 19–25  | 25–20  |        | 94–86  |
| 22 jun | Polônia | 0–3    | Brasil | 21–25  | 16–25  | 17–25  |        |        | 54–75  |

Sexta semana
| Data   |     | Placar |         | 1º Set | 2º Set | 3º Set | 4º Set | 5º Set | Total |
| ------ | --- | ------ | ------- | ------ | ------ | ------ | ------ | ------ | ----- |
| 27 jun | Irã | 3–1    | Polônia | 23–25  | 25–16  | 25–11  | 25–19  |        | 98–71 |
| 29 jun | Irã | 3–0    | Polônia | 25–22  | 25–20  | 25–22  |        |        | 75–64 |

Sétima semana
| Data  |         | Placar |        | 1º Set | 2º Set | 3º Set | 4º Set | 5º Set | Total |
| ----- | ------- | ------ | ------ | ------ | ------ | ------ | ------ | ------ | ----- |
| 3 jul | Itália  | 1–3    | Brasil | 16–25  | 25–21  | 19–25  | 19–25  |        | 79–96 |
| 4 jul | Polônia | 3–1    | Irã    | 17–25  | 26–24  | 25–23  | 25–23  |        | 93–95 |
| 5 jul | Polônia | 3–0    | Irã    | 25–23  | 25–20  | 25–17  |        |        | 75–60 |
| 6 jul | Itália  | 1–3    | Brasil | 25–27  | 25–18  | 17–25  | 16–25  |        | 83–95 |

#### Grupo B
|     |                |     | Jogos | Jogos | Jogos | Resultados | Resultados | Resultados | Resultados | Resultados | Resultados | Sets | Sets | Sets  | Pontos | Pontos | Pontos |
| Pos | Equipe         | Pts | T     | V     | D     | 3–0        | 3–1        | 3–2        | 2–3        | 1–3        | 0–3        | V    | P    | R     | V      | P      | R      |
| --- | -------------- | --- | ----- | ----- | ----- | ---------- | ---------- | ---------- | ---------- | ---------- | ---------- | ---- | ---- | ----- | ------ | ------ | ------ |
| 1   | Estados Unidos | 24  | 12    | 9     | 3     | 2          | 3          | 4          | 1          | 0          | 2          | 29   | 20   | 1.450 | 1114   | 1045   | 1.066  |
| 2   | Rússia         | 24  | 12    | 7     | 5     | 6          | 1          | 0          | 3          | 1          | 1          | 28   | 16   | 1.750 | 1013   | 950    | 1.066  |
| 3   | Sérvia         | 20  | 12    | 7     | 5     | 4          | 1          | 2          | 1          | 1          | 3          | 24   | 20   | 1.200 | 997    | 965    | 1.033  |
| 4   | Bulgária       | 4   | 12    | 1     | 11    | 0          | 0          | 1          | 2          | 3          | 6          | 10   | 35   | 0.286 | 895    | 1059   | 0.845  |

Primeira semana
| Data   |          | Placar |                | 1º Set | 2º Set | 3º Set | 4º Set | 5º Set | Total   |
| ------ | -------- | ------ | -------------- | ------ | ------ | ------ | ------ | ------ | ------- |
| 23 mai | Bulgária | 2–3    | Estados Unidos | 25–19  | 25–22  | 25–27  | 19–25  | 12–15  | 106–108 |
| 24 mai | Bulgária | 1–3    | Estados Unidos | 25–19  | 22–25  | 25–27  | 17–25  |        | 89–96   |

Segunda semana
| Data   |        | Placar |        | 1º Set | 2º Set | 3º Set | 4º Set | 5º Set | Total   |
| ------ | ------ | ------ | ------ | ------ | ------ | ------ | ------ | ------ | ------- |
| 30 mai | Sérvia | 3–2    | Rússia | 25–20  | 25–17  | 22–25  | 19–25  | 15–13  | 106–100 |
| 31 mai | Sérvia | 3–1    | Rússia | 21–25  | 25–16  | 25–18  | 25–20  |        | 96–79   |

Terceira semana
| Data  |                | Placar |        | 1º Set | 2º Set | 3º Set | 4º Set | 5º Set | Total   |
| ----- | -------------- | ------ | ------ | ------ | ------ | ------ | ------ | ------ | ------- |
| 6 jun | Estados Unidos | 3–2    | Rússia | 25–17  | 27–25  | 20–25  | 25–27  | 15–12  | 112–106 |
| 7 jun | Bulgária       | 0–3    | Sérvia | 26–28  | 18–25  | 13–25  |        |        | 57–78   |
| 7 jun | Estados Unidos | 3–0    | Rússia | 25–19  | 25–23  | 25–17  |        |        | 75–59   |
| 8 jun | Bulgária       | 2–3    | Sérvia | 18–25  | 21–25  | 25–20  | 25–22  | 11–15  | 100–107 |

Quarta semana
| Data   |                | Placar |          | 1º Set | 2º Set | 3º Set | 4º Set | 5º Set | Total   |
| ------ | -------------- | ------ | -------- | ------ | ------ | ------ | ------ | ------ | ------- |
| 13 jun | Estados Unidos | 3–0    | Sérvia   | 30–28  | 25–20  | 25–16  |        |        | 80–64   |
| 14 jun | Rússia         | 3–0    | Bulgária | 25–18  | 25–22  | 25–15  |        |        | 75–55   |
| 14 jun | Estados Unidos | 3–2    | Sérvia   | 25–22  | 25–12  | 26–28  | 23–25  | 15–13  | 114–100 |
| 15 jun | Rússia         | 3–0    | Bulgária | 25–20  | 25–21  | 25–23  |        |        | 75–64   |

Quinta semana
| Data   |                | Placar |          | 1º Set | 2º Set | 3º Set | 4º Set | 5º Set | Total  |
| ------ | -------------- | ------ | -------- | ------ | ------ | ------ | ------ | ------ | ------ |
| 20 jun | Rússia         | 3–0    | Sérvia   | 37–35  | 25–15  | 25–16  |        |        | 87–66  |
| 20 jun | Estados Unidos | 3–1    | Bulgária | 20–25  | 25–22  | 25–16  | 25–16  |        | 95–79  |
| 21 jun | Rússia         | 3–0    | Sérvia   | 25–19  | 27–25  | 25–20  |        |        | 77–64  |
| 21 jun | Estados Unidos | 2–3    | Bulgária | 24–26  | 17–25  | 25–14  | 25–13  | 12–15  | 103–93 |

Sexta semana
| Data   |        | Placar |                | 1º Set | 2º Set | 3º Set | 4º Set | 5º Set | Total   |
| ------ | ------ | ------ | -------------- | ------ | ------ | ------ | ------ | ------ | ------- |
| 27 jun | Rússia | 2–3    | Estados Unidos | 18–25  | 19–25  | 27–25  | 25–19  | 19–21  | 108–115 |
| 27 jun | Sérvia | 3–0    | Bulgária       | 25–21  | 25–18  | 25–19  |        |        | 75–58   |
| 28 jun | Rússia | 3–0    | Estados Unidos | 25–21  | 25–19  | 25–21  |        |        | 75–61   |
| 29 jun | Sérvia | 3–0    | Bulgária       | 25–23  | 25–21  | 25–14  |        |        | 75–58   |

Sétima semana
| Data  |          | Placar |                | 1º Set | 2º Set | 3º Set | 4º Set | 5º Set | Total |
| ----- | -------- | ------ | -------------- | ------ | ------ | ------ | ------ | ------ | ----- |
| 4 jul | Sérvia   | 3–0    | Estados Unidos | 25–21  | 25–20  | 25–17  |        |        | 75–58 |
| 5 jul | Bulgária | 1–3    | Rússia         | 22–25  | 23–25  | 25–22  | 20–25  |        | 90–97 |
| 6 jul | Bulgária | 0–3    | Rússia         | 14–25  | 17–25  | 15–25  |        |        | 46–75 |
| 6 jul | Sérvia   | 1–3    | Estados Unidos | 21–25  | 25–20  | 25–27  | 20–25  |        | 91–97 |

### Segundo Grupo

#### Grupo C
|     |           |     | Jogos | Jogos | Jogos | Resultados | Resultados | Resultados | Resultados | Resultados | Resultados | Sets | Sets | Sets  | Pontos | Pontos | Pontos |
| Pos | Equipe    | Pts | T     | V     | D     | 3–0        | 3–1        | 3–2        | 2–3        | 1–3        | 0–3        | V    | P    | R     | V      | P      | R      |
| --- | --------- | --- | ----- | ----- | ----- | ---------- | ---------- | ---------- | ---------- | ---------- | ---------- | ---- | ---- | ----- | ------ | ------ | ------ |
| 1   | Bélgica   | 25  | 12    | 7     | 5     | 2          | 5          | 0          | 4          | 0          | 1          | 29   | 20   | 1.450 | 1119   | 1066   | 1.050  |
| 2   | Canadá    | 18  | 12    | 6     | 6     | 3          | 1          | 2          | 2          | 3          | 1          | 25   | 23   | 1.087 | 1068   | 1061   | 1.007  |
| 3   | Finlândia | 16  | 12    | 6     | 6     | 1          | 1          | 4          | 2          | 2          | 2          | 24   | 27   | 0.889 | 1107   | 1137   | 0.974  |
| 4   | Austrália | 13  | 12    | 5     | 7     | 0          | 2          | 3          | 1          | 4          | 2          | 21   | 29   | 0.724 | 1112   | 1142   | 0.974  |

Primeira semana
| Data   |         | Placar |           | 1º Set | 2º Set | 3º Set | 4º Set | 5º Set | Total |
| ------ | ------- | ------ | --------- | ------ | ------ | ------ | ------ | ------ | ----- |
| 23 mai | Bélgica | 3–0    | Austrália | 30–28  | 25–19  | 25–21  |        |        | 80–68 |
| 25 mai | Bélgica | 3–1    | Austrália | 23–25  | 26–24  | 25–23  | 25–16  |        | 99–88 |

Segunda semana
| Data   |        | Placar |           | 1º Set | 2º Set | 3º Set | 4º Set | 5º Set | Total   |
| ------ | ------ | ------ | --------- | ------ | ------ | ------ | ------ | ------ | ------- |
| 31 mai | Canadá | 3–0    | Finlândia | 25–21  | 25–19  | 25–20  |        |        | 75–60   |
| 1 jun  | Canadá | 3–2    | Finlândia | 19–25  | 25–21  | 25–18  | 23–25  | 15–11  | 107–100 |

Terceira semana
| Data  |           | Placar |           | 1º Set | 2º Set | 3º Set | 4º Set | 5º Set | Total   |
| ----- | --------- | ------ | --------- | ------ | ------ | ------ | ------ | ------ | ------- |
| 6 jun | Bélgica   | 2–3    | Canadá    | 25–22  | 21–25  | 17–25  | 25–20  | 14–16  | 102–108 |
| 7 jun | Austrália | 3–2    | Finlândia | 24–26  | 25–22  | 24–26  | 25–20  | 15–12  | 113–106 |
| 8 jun | Austrália | 2–3    | Finlândia | 28–30  | 25–19  | 25–17  | 21–25  | 9–15   | 108–106 |
| 8 jun | Bélgica   | 3–1    | Canadá    | 33–31  | 25–12  | 21–25  | 25–23  |        | 104–91  |

Quarta semana
| Data   |           | Placar |           | 1º Set | 2º Set | 3º Set | 4º Set | 5º Set | Total  |
| ------ | --------- | ------ | --------- | ------ | ------ | ------ | ------ | ------ | ------ |
| 13 jun | Canadá    | 3–0    | Bélgica   | 25–15  | 25–21  | 25–21  |        |        | 75–57  |
| 14 jun | Finlândia | 1–3    | Austrália | 16–25  | 21–25  | 26–24  | 27–29  |        | 90–103 |
| 14 jun | Canadá    | 1–3    | Bélgica   | 25–22  | 18–25  | 21–25  | 19–25  |        | 83–97  |
| 15 jun | Finlândia | 3–1    | Austrália | 25–16  | 23–25  | 26–24  | 25–19  |        | 99–84  |

Quinta semana
| Data   |         | Placar |           | 1º Set | 2º Set | 3º Set | 4º Set | 5º Set | Total   |
| ------ | ------- | ------ | --------- | ------ | ------ | ------ | ------ | ------ | ------- |
| 20 jun | Bélgica | 3–1    | Finlândia | 25–21  | 25–16  | 22–25  | 25–21  |        | 97–83   |
| 20 jun | Canadá  | 2–3    | Austrália | 27–25  | 25–20  | 28–30  | 17–25  | 13–15  | 110–115 |
| 21 jun | Canadá  | 3–1    | Austrália | 27–25  | 25–19  | 23–25  | 25–18  |        | 100–87  |
| 22 jun | Bélgica | 2–3    | Finlândia | 16–25  | 20–25  | 27–25  | 25–22  | 10–15  | 98–112  |

Sexta semana
| Data   |           | Placar |         | 1º Set | 2º Set | 3º Set | 4º Set | 5º Set | Total |
| ------ | --------- | ------ | ------- | ------ | ------ | ------ | ------ | ------ | ----- |
| 27 jun | Austrália | 1–3    | Bélgica | 16–25  | 21–25  | 25–18  | 20–25  |        | 82–93 |
| 27 jun | Finlândia | 3–0    | Canadá  | 25–18  | 25–17  | 26–24  |        |        | 76–59 |
| 28 jun | Austrália | 0–3    | Bélgica | 20–25  | 17–25  | 19–25  |        |        | 56–75 |
| 28 jun | Finlândia | 0–3    | Canadá  | 14–25  | 24–26  | 17–25  |        |        | 55–76 |

Sétima semana
| Data  |           | Placar |         | 1º Set | 2º Set | 3º Set | 4º Set | 5º Set | Total   |
| ----- | --------- | ------ | ------- | ------ | ------ | ------ | ------ | ------ | ------- |
| 4 jul | Finlândia | 3–2    | Bélgica | 19–25  | 25–22  | 20–25  | 27–25  | 15–12  | 106–109 |
| 5 jul | Austrália | 3–2    | Canadá  | 25–27  | 25–23  | 25–20  | 21–25  | 15–7   | 111–102 |
| 5 jul | Finlândia | 3–2    | Bélgica | 23–25  | 29–27  | 22–25  | 25–23  | 15–8   | 114–108 |
| 6 jul | Austrália | 3–1    | Canadá  | 22–25  | 25–22  | 25–17  | 25–18  |        | 97–82   |

#### Grupo D
|     |           |     | Jogos | Jogos | Jogos | Resultados | Resultados | Resultados | Resultados | Resultados | Resultados | Sets | Sets | Sets  | Pontos | Pontos | Pontos |
| Pos | Equipe    | Pts | T     | V     | D     | 3–0        | 3–1        | 3–2        | 2–3        | 1–3        | 0–3        | V    | P    | R     | V      | P      | R      |
| --- | --------- | --- | ----- | ----- | ----- | ---------- | ---------- | ---------- | ---------- | ---------- | ---------- | ---- | ---- | ----- | ------ | ------ | ------ |
| 1   | França    | 30  | 12    | 10    | 2     | 6          | 3          | 1          | 1          | 1          | 0          | 33   | 11   | 3,000 | 1037   | 913    | 1.136  |
| 2   | Argentina | 25  | 12    | 8     | 4     | 5          | 2          | 1          | 2          | 1          | 1          | 29   | 16   | 1.813 | 1023   | 967    | 1.058  |
| 3   | Alemanha  | 14  | 12    | 5     | 7     | 2          | 1          | 2          | 1          | 1          | 5          | 18   | 26   | 0.692 | 989    | 990    | 0.999  |
| 4   | Japão     | 3   | 12    | 1     | 11    | 0          | 0          | 1          | 1          | 3          | 7          | 8    | 35   | 0.229 | 868    | 1047   | 0.829  |

Primeira semana
| Data   |           | Placar |        | 1º Set | 2º Set | 3º Set | 4º Set | 5º Set | Total   |
| ------ | --------- | ------ | ------ | ------ | ------ | ------ | ------ | ------ | ------- |
| 23 mai | Alemanha  | 3–0    | Japão  | 28–26  | 25–19  | 25–16  |        |        | 78–61   |
| 24 mai | Alemanha  | 3–2    | Japão  | 25–23  | 25–21  | 27–29  | 23–25  | 15–9   | 115–107 |
| 24 mai | Argentina | 2–3    | França | 25–20  | 20–25  | 25–21  | 22–25  | 12–15  | 104–106 |
| 25 mai | Argentina | 0–3    | França | 24–26  | 18–25  | 22–25  |        |        | 64–76   |

Segunda semana
| Data   |           | Placar |          | 1º Set | 2º Set | 3º Set | 4º Set | 5º Set | Total  |
| ------ | --------- | ------ | -------- | ------ | ------ | ------ | ------ | ------ | ------ |
| 31 mai | França    | 3–0    | Japão    | 25–16  | 25–18  | 25–21  |        |        | 75–55  |
| 31 mai | Argentina | 3–0    | Alemanha | 25–22  | 25–23  | 25–21  |        |        | 75–66  |
| 1 jun  | França    | 3–0    | Japão    | 25–14  | 25–15  | 25–21  |        |        | 75–50  |
| 1 jun  | Argentina | 2–3    | Alemanha | 25–20  | 25–20  | 20–25  | 16–25  | 13–15  | 99–105 |

Terceira semana
| Data  |           | Placar |        | 1º Set | 2º Set | 3º Set | 4º Set | 5º Set | Total  |
| ----- | --------- | ------ | ------ | ------ | ------ | ------ | ------ | ------ | ------ |
| 6 jun | Argentina | 3–1    | Japão  | 20–25  | 26–24  | 25–19  | 25–23  |        | 96–91  |
| 7 jun | Alemanha  | 0–3    | França | 19–25  | 16–25  | 22–25  |        |        | 57–75  |
| 8 jun | Alemanha  | 1–3    | França | 25–19  | 23–25  | 20–25  | 30–32  |        | 98–101 |
| 8 jun | Argentina | 3–0    | Japão  | 25–22  | 26–24  | 25–15  |        |        | 76–61  |

Quarta semana
| Data   |        | Placar |           | 1º Set | 2º Set | 3º Set | 4º Set | 5º Set | Total  |
| ------ | ------ | ------ | --------- | ------ | ------ | ------ | ------ | ------ | ------ |
| 13 jun | França | 1–3    | Alemanha  | 28–26  | 15–25  | 21–25  | 18–25  |        | 82–101 |
| 14 jun | Japão  | 0–3    | Argentina | 21–25  | 20–25  | 15–25  |        |        | 56–75  |
| 15 jun | Japão  | 1–3    | Argentina | 21–25  | 19–25  | 25–23  | 17–25  |        | 82–98  |
| 15 jun | França | 3–0    | Alemanha  | 25–18  | 25–20  | 25–20  |        |        | 75–58  |

Quinta semana
| Data   |          | Placar |           | 1º Set | 2º Set | 3º Set | 4º Set | 5º Set | Total |
| ------ | -------- | ------ | --------- | ------ | ------ | ------ | ------ | ------ | ----- |
| 20 jun | Alemanha | 0–3    | Argentina | 24–26  | 23–25  | 20–25  |        |        | 67–76 |
| 21 jun | Japão    | 0–3    | França    | 23–25  | 18–25  | 16–25  |        |        | 57–75 |
| 21 jun | Alemanha | 0–3    | Argentina | 16–25  | 19–25  | 21–25  |        |        | 56–75 |
| 22 jun | Japão    | 1–3    | França    | 16–25  | 25–19  | 25–27  | 18–25  |        | 84–96 |

Sexta semana
| Data   |        | Placar |           | 1º Set | 2º Set | 3º Set | 4º Set | 5º Set | Total   |
| ------ | ------ | ------ | --------- | ------ | ------ | ------ | ------ | ------ | ------- |
| 27 jun | França | 2–3    | Argentina | 20–25  | 25–19  | 25–17  | 20–25  | 13–15  | 103–101 |
| 28 jun | Japão  | 0–3    | Alemanha  | 16–25  | 17–25  | 27–29  |        |        | 60–79   |
| 29 jun | Japão  | 3–2    | Alemanha  | 25–22  | 25–22  | 14–25  | 23–25  | 17–15  | 104–109 |
| 29 jun | França | 3–1    | Argentina | 25–21  | 25–22  | 23–25  | 25–16  |        | 98–84   |

#### Grupo E
|     |               |     | Jogos | Jogos | Jogos | Resultados | Resultados | Resultados | Resultados | Resultados | Resultados | Sets | Sets | Sets  | Pontos | Pontos | Pontos |
| Pos | Equipe        | Pts | T     | V     | D     | 3–0        | 3–1        | 3–2        | 2–3        | 1–3        | 0–3        | V    | P    | R     | V      | P      | R      |
| --- | ------------- | --- | ----- | ----- | ----- | ---------- | ---------- | ---------- | ---------- | ---------- | ---------- | ---- | ---- | ----- | ------ | ------ | ------ |
| 1   | Países Baixos | 24  | 12    | 9     | 3     | 3          | 2          | 4          | 1          | 2          | 0          | 31   | 19   | 1.632 | 1140   | 1052   | 1.084  |
| 2   | Portugal      | 19  | 12    | 6     | 6     | 2          | 3          | 1          | 2          | 2          | 2          | 24   | 23   | 1.043 | 1041   | 1032   | 1.009  |
| 3   | Chéquia       | 15  | 12    | 6     | 6     | 1          | 1          | 4          | 1          | 3          | 2          | 23   | 27   | 0.852 | 1076   | 1119   | 0.962  |
| 4   | Coreia do Sul | 14  | 12    | 3     | 9     | 1          | 2          | 0          | 5          | 1          | 3          | 20   | 29   | 0.690 | 1086   | 1140   | 0.953  |

Primeira semana
| Data   |               | Placar |               | 1º Set | 2º Set | 3º Set | 4º Set | 5º Set | Total |
| ------ | ------------- | ------ | ------------- | ------ | ------ | ------ | ------ | ------ | ----- |
| 31 mai | Países Baixos | 3–0    | Coreia do Sul | 25–19  | 28–26  | 25–23  |        |        | 78–68 |
| 31 mai | Portugal      | 3–1    | Chéquia       | 25–23  | 19–25  | 25–18  | 25–20  |        | 94–86 |
| 1 jun  | Países Baixos | 1–3    | Coreia do Sul | 18–25  | 23–25  | 25–20  | 22–25  |        | 88–95 |
| 1 jun  | Portugal      | 0–3    | Chéquia       | 23–25  | 18–25  | 22–25  |        |        | 63–75 |

Segunda semana
| Data  |               | Placar |               | 1º Set | 2º Set | 3º Set | 4º Set | 5º Set | Total   |
| ----- | ------------- | ------ | ------------- | ------ | ------ | ------ | ------ | ------ | ------- |
| 5 jun | Chéquia       | 3–2    | Coreia do Sul | 31–33  | 25–19  | 26–24  | 26–28  | 20–18  | 128–122 |
| 6 jun | Chéquia       | 3–2    | Coreia do Sul | 25–20  | 23–25  | 19–25  | 25–21  | 15–11  | 107–102 |
| 7 jun | Países Baixos | 3–2    | Portugal      | 25–21  | 25–13  | 19–25  | 18–25  | 16–14  | 103–98  |
| 8 jun | Países Baixos | 2–3    | Portugal      | 22–25  | 25–21  | 23–25  | 25–21  | 10–15  | 105–107 |

Terceira semana
| Data   |               | Placar |               | 1º Set | 2º Set | 3º Set | 4º Set | 5º Set | Total |
| ------ | ------------- | ------ | ------------- | ------ | ------ | ------ | ------ | ------ | ----- |
| 13 jun | Chéquia       | 2–3    | Países Baixos | 25–19  | 25–13  | 18–25  | 17–25  | 14–16  | 99–98 |
| 14 jun | Coreia do Sul | 1–3    | Portugal      | 21–25  | 18–25  | 25–15  | 20–25  |        | 84–90 |
| 14 jun | Chéquia       | 1–3    | Países Baixos | 21–25  | 15–25  | 26–24  | 13–25  |        | 75–99 |
| 15 jun | Coreia do Sul | 0–3    | Portugal      | 20–25  | 23–25  | 18–25  |        |        | 61–75 |

Quarta semana
| Data   |               | Placar |               | 1º Set | 2º Set | 3º Set | 4º Set | 5º Set | Total   |
| ------ | ------------- | ------ | ------------- | ------ | ------ | ------ | ------ | ------ | ------- |
| 21 jun | Coreia do Sul | 2–3    | Chéquia       | 17–25  | 25–18  | 27–29  | 25–23  | 11–15  | 105–110 |
| 21 jun | Portugal      | 0–3    | Países Baixos | 16–25  | 23–25  | 22–25  |        |        | 61–75   |
| 22 jun | Coreia do Sul | 3–0    | Chéquia       | 25–16  | 25–23  | 27–25  |        |        | 77–64   |
| 22 jun | Portugal      | 3–1    | Países Baixos | 25–20  | 28–26  | 21–25  | 25–18  |        | 99–89   |

Quinta semana
| Data   |               | Placar |               | 1º Set | 2º Set | 3º Set | 4º Set | 5º Set | Total   |
| ------ | ------------- | ------ | ------------- | ------ | ------ | ------ | ------ | ------ | ------- |
| 27 jun | Chéquia       | 3–2    | Portugal      | 18–25  | 23–25  | 25–23  | 25–23  | 15–11  | 106–107 |
| 28 jun | Coreia do Sul | 2–3    | Países Baixos | 31–29  | 16–25  | 25–23  | 30–32  | 14–16  | 116–125 |
| 28 jun | Chéquia       | 3–1    | Portugal      | 26–24  | 25–14  | 17–25  | 25–17  |        | 93–80   |
| 29 jun | Coreia do Sul | 2–3    | Países Baixos | 21–25  | 27–25  | 25–18  | 19–25  | 9–15   | 101–108 |

Sexta semana
| Data  |               | Placar |               | 1º Set | 2º Set | 3º Set | 4º Set | 5º Set | Total |
| ----- | ------------- | ------ | ------------- | ------ | ------ | ------ | ------ | ------ | ----- |
| 5 jul | Países Baixos | 3–1    | Chéquia       | 25–15  | 22–25  | 25–18  | 25–18  |        | 97–76 |
| 5 jul | Portugal      | 3–0    | Coreia do Sul | 25–21  | 25–22  | 25–19  |        |        | 75–62 |
| 6 jul | Países Baixos | 3–0    | Chéquia       | 25–20  | 25–16  | 25–21  |        |        | 75–57 |
| 6 jul | Portugal      | 1–3    | Coreia do Sul | 23–25  | 23–25  | 25–18  | 21–25  |        | 92–93 |

### Terceiro Grupo

#### Grupo F
|     |         |     | Jogos | Jogos | Jogos | Resultados | Resultados | Resultados | Resultados | Resultados | Resultados | Sets | Sets | Sets  | Pontos | Pontos | Pontos |
| Pos | Equipe  | Pts | T     | V     | D     | 3–0        | 3–1        | 3–2        | 2–3        | 1–3        | 0–3        | V    | P    | R     | V      | P      | R      |
| --- | ------- | --- | ----- | ----- | ----- | ---------- | ---------- | ---------- | ---------- | ---------- | ---------- | ---- | ---- | ----- | ------ | ------ | ------ |
| 1   | Cuba    | 15  | 6     | 5     | 1     | 3          | 2          | 0          | 0          | 1          | 0          | 16   | 5    | 3.200 | 516    | 480    | 1.075  |
| 2   | Turquia | 13  | 6     | 4     | 2     | 1          | 3          | 0          | 1          | 1          | 0          | 15   | 9    | 1.667 | 585    | 539    | 1.085  |
| 3   | México  | 6   | 6     | 2     | 4     | 1          | 0          | 1          | 1          | 0          | 3          | 8    | 14   | 0.571 | 490    | 519    | 0.944  |
| 4   | Tunísia | 2   | 6     | 1     | 5     | 0          | 0          | 1          | 0          | 3          | 2          | 6    | 17   | 0.353 | 486    | 539    | 0.902  |

Primeira semana
| Data  |         | Placar |         | 1º Set | 2º Set | 3º Set | 4º Set | 5º Set | Total   |
| ----- | ------- | ------ | ------- | ------ | ------ | ------ | ------ | ------ | ------- |
| 6 jun | Turquia | 1–3    | Cuba    | 18–25  | 26–24  | 21–25  | 31–33  |        | 96–107  |
| 6 jun | México  | 3–0    | Tunísia | 25–22  | 25–18  | 25–22  |        |        | 75–62   |
| 7 jun | Tunísia | 1–3    | Cuba    | 24–26  | 25–23  | 19–25  | 21–25  |        | 89–99   |
| 7 jun | México  | 3–2    | Turquia | 23–25  | 31–29  | 16–25  | 27–25  | 19–17  | 116–121 |
| 8 jun | Turquia | 3–1    | Tunísia | 25–18  | 25–20  | 15–25  | 25–22  |        | 90–85   |
| 8 jun | México  | 0–3    | Cuba    | 21–25  | 21–25  | 22–25  |        |        | 64–75   |

Segunda semana
| Data   |         | Placar |         | 1º Set | 2º Set | 3º Set | 4º Set | 5º Set | Total   |
| ------ | ------- | ------ | ------- | ------ | ------ | ------ | ------ | ------ | ------- |
| 13 jun | Tunísia | 1–3    | Turquia | 25–16  | 17–25  | 18–25  | 19–25  |        | 79–91   |
| 13 jun | México  | 0–3    | Cuba    | 23–25  | 16–25  | 20–25  |        |        | 59–75   |
| 14 jun | Tunísia | 0–3    | Cuba    | 21–25  | 20–25  | 23–25  |        |        | 64–75   |
| 14 jun | México  | 0–3    | Turquia | 22–25  | 18–25  | 27–29  |        |        | 67–79   |
| 15 jun | Turquia | 3–1    | Cuba    | 33–35  | 25–14  | 25–17  | 25–19  |        | 108–85  |
| 15 jun | Tunísia | 3–2    | México  | 25–23  | 25–23  | 21–25  | 21–25  | 15–13  | 107–109 |

#### Grupo G
|     |            |     | Jogos | Jogos | Jogos | Resultados | Resultados | Resultados | Resultados | Resultados | Resultados | Sets | Sets | Sets  | Pontos | Pontos | Pontos |
| Pos | Equipe     | Pts | T     | V     | D     | 3–0        | 3–1        | 3–2        | 2–3        | 1–3        | 0–3        | V    | P    | R     | V      | P      | R      |
| --- | ---------- | --- | ----- | ----- | ----- | ---------- | ---------- | ---------- | ---------- | ---------- | ---------- | ---- | ---- | ----- | ------ | ------ | ------ |
| 1   | China      | 14  | 6     | 5     | 1     | 3          | 1          | 1          | 0          | 0          | 1          | 15   | 6    | 2.500 | 507    | 464    | 1.093  |
| 2   | Eslováquia | 11  | 6     | 3     | 3     | 1          | 2          | 0          | 2          | 1          | 0          | 14   | 11   | 1.273 | 557    | 553    | 1.007  |
| 3   | Espanha    | 6   | 6     | 2     | 4     | 0          | 0          | 2          | 2          | 1          | 1          | 11   | 16   | 0.688 | 585    | 605    | 0.967  |
| 4   | Porto Rico | 5   | 6     | 2     | 4     | 0          | 0          | 2          | 1          | 1          | 2          | 9    | 16   | 0.563 | 541    | 568    | 0.952  |

Primeira semana
| Data  |            | Placar |            | 1º Set | 2º Set | 3º Set | 4º Set | 5º Set | Total   |
| ----- | ---------- | ------ | ---------- | ------ | ------ | ------ | ------ | ------ | ------- |
| 6 jun | Eslováquia | 3–1    | Espanha    | 25–13  | 18–25  | 25–20  | 28–26  |        | 96–84   |
| 6 jun | Porto Rico | 0–3    | China      | 20–25  | 23–25  | 22–25  |        |        | 65–75   |
| 7 jun | Espanha    | 0–3    | China      | 29–31  | 18–25  | 23–25  |        |        | 70–81   |
| 7 jun | Porto Rico | 3–2    | Eslováquia | 22–25  | 25–21  | 25–19  | 19–25  | 15–10  | 106–100 |
| 8 jun | China      | 3–1    | Eslováquia | 23–25  | 25–20  | 25–22  | 25–18  |        | 98–85   |
| 8 jun | Porto Rico | 2–3    | Espanha    | 24–26  | 25–18  | 20–25  | 25–21  | 17–19  | 111–109 |

Segunda semana
| Data   |            | Placar |            | 1º Set | 2º Set | 3º Set | 4º Set | 5º Set | Total   |
| ------ | ---------- | ------ | ---------- | ------ | ------ | ------ | ------ | ------ | ------- |
| 13 jun | Eslováquia | 3–1    | Porto Rico | 25–21  | 25–22  | 24–26  | 25–19  |        | 99–88   |
| 13 jun | China      | 3–2    | Espanha    | 22–25  | 25–19  | 22–25  | 25–20  | 16–14  | 110–103 |
| 14 jun | China      | 0–3    | Eslováquia | 20–25  | 23–25  | 20–25  |        |        | 63–75   |
| 14 jun | Espanha    | 2–3    | Porto Rico | 22–25  | 25–20  | 25–20  | 20–25  | 13–15  | 105–105 |
| 15 jun | Espanha    | 3–2    | Eslováquia | 27–29  | 25–21  | 22–25  | 25–17  | 15–10  | 114–102 |
| 15 jun | Porto Rico | 0–3    | China      | 28–30  | 18–25  | 20–25  |        |        | 66–80   |

## Fase final

### Terceiro Grupo
A fase final do Terceiro Grupo da Liga Mundial de 2014 foi realizada em Bursa, na Turquia, nos dias 28 e 29 de junho. Os primeiros colocados dos grupos F e G, o melhor segundo colocado entre os dois grupos e o país-sede (Turquia) formaram as quatro equipes que disputaram essa fase.
|  | Semifinais  | Semifinais  |   |             | Final          | Final |  |
|  |             |             |   |             |                |       |  |
|  | 28 de junho |             |   |             |                |       |  |
|  | Cuba        | 3           |   |             |                |       |  |
|  | China       | 2           |   |             |                |       |  |
|  |             |             |   |             |                |       |  |
|  |             |             |   |             | 29 de junho    |       |  |
|  |             |             |   |             | Cuba           | 3     |  |
|  |             | Turquia     | 2 |             |                |       |  |
|  |             |             |   |             |                |       |  |
|  |             |             |   |             |                |       |  |
|  |             |             |   |             | Terceiro lugar |       |  |
|  | 28 de junho | 28 de junho |   | 29 de junho | 29 de junho    |       |  |
|  | Turquia     | 3           |   | China       | 3              |       |  |
|  | Eslováquia  | 0           |   |             | Eslováquia     | 1     |  |

Semifinais
| Data   |         | Placar |            | 1º Set | 2º Set | 3º Set | 4º Set | 5º Set | Total   |
| ------ | ------- | ------ | ---------- | ------ | ------ | ------ | ------ | ------ | ------- |
| 28 jun | Cuba    | 3–2    | China      | 27–25  | 22–25  | 32–34  | 25–22  | 15–13  | 121–119 |
| 28 jun | Turquia | 3–0    | Eslováquia | 25–22  | 25–21  | 26–24  |        |        | 76–67   |

Terceiro lugar
| Data   |       | Placar |            | 1º Set | 2º Set | 3º Set | 4º Set | 5º Set | Total   |
| ------ | ----- | ------ | ---------- | ------ | ------ | ------ | ------ | ------ | ------- |
| 29 jun | China | 3–1    | Eslováquia | 21–25  | 39–37  | 25–23  | 25–19  |        | 110–104 |

Final
| Data   |         | Placar |      | 1º Set | 2º Set | 3º Set | 4º Set | 5º Set | Total   |
| ------ | ------- | ------ | ---- | ------ | ------ | ------ | ------ | ------ | ------- |
| 29 jun | Turquia | 2–3    | Cuba | 26–24  | 19–25  | 25–20  | 21–25  | 14–16  | 105–110 |

### Segundo Grupo
A fase final do Segundo Grupo da Liga Mundial de 2014 foi realizada em Sydney, na Austrália, entre os dias 11 e 12 de julho. Os primeiros colocados dos grupos C, D e E e o país-sede (Austrália) formam as quatro equipes que disputaram essa fase. O vencedor integrará a fase final do Primeiro Grupo.
|  | Semifinais    | Semifinais  |   |             | Final          | Final |  |
|  |               |             |   |             |                |       |  |
|  | 11 de julho   |             |   |             |                |       |  |
|  | Bélgica       | 0           |   |             |                |       |  |
|  | França        | 3           |   |             |                |       |  |
|  |               |             |   |             |                |       |  |
|  |               |             |   |             | 12 de julho    |       |  |
|  |               |             |   |             | França         | 2     |  |
|  |               | Austrália   | 3 |             |                |       |  |
|  |               |             |   |             |                |       |  |
|  |               |             |   |             |                |       |  |
|  |               |             |   |             | Terceiro lugar |       |  |
|  | 11 de julho   | 11 de julho |   | 12 de julho | 12 de julho    |       |  |
|  | Austrália     | 3           |   | Bélgica     | 3              |       |  |
|  | Países Baixos | 0           |   |             | Países Baixos  | 0     |  |

Semifinais
| Data   |           | Placar |               | 1º Set | 2º Set | 3º Set | 4º Set | 5º Set | Total |
| ------ | --------- | ------ | ------------- | ------ | ------ | ------ | ------ | ------ | ----- |
| 11 jul | Bélgica   | 0–3    | França        | 24–26  | 21–25  | 19–25  |        |        | 64–76 |
| 11 jul | Austrália | 3–0    | Países Baixos | 25–23  | 25–12  | 27–25  |        |        | 77–60 |

Terceiro lugar
| Data   |         | Placar |               | 1º Set | 2º Set | 3º Set | 4º Set | 5º Set | Total |
| ------ | ------- | ------ | ------------- | ------ | ------ | ------ | ------ | ------ | ----- |
| 12 jul | Bélgica | 3–0    | Países Baixos | 25–17  | 25–22  | 25–21  |        |        | 75–60 |

Final
| Data   |        | Placar |           | 1º Set | 2º Set | 3º Set | 4º Set | 5º Set | Total   |
| ------ | ------ | ------ | --------- | ------ | ------ | ------ | ------ | ------ | ------- |
| 12 jul | França | 2–3    | Austrália | 20–25  | 25–22  | 22–25  | 25–23  | 14–16  | 106–111 |

### Primeiro Grupo
A fase final da Liga Mundial de 2014 foi realizada em Florença, na Itália, entre os dias 16 e 20 de julho. Os dois primeiros colocados dos grupos A e B, o vencedor do Segundo Grupo e o país-sede (Itália) formaram as seis equipes que disputaram o título.

#### Seleções classificadas
| País           | Classificação             |
| -------------- | ------------------------- |
| Itália         | País-sede da fase final   |
| Irã            | Vice-campeão do Grupo A   |
| Estados Unidos | Campeão do Grupo B        |
| Brasil         | 3º colocado do Grupo A[a] |
| Rússia         | Vice-campeão do Grupo B   |
| Austrália      | Campeão do Segundo Grupo  |

Notas
- A ^  Como a Itália foi a primeira colocada do grupo e já estava classificada como país sede, o terceiro colocado garantiu a vaga.

#### Grupo H
|     |                |     | Jogos | Jogos | Jogos | Resultados | Resultados | Resultados | Resultados | Resultados | Resultados | Sets | Sets | Sets  | Pontos | Pontos | Pontos |
| Pos | Equipe         | Pts | T     | V     | D     | 3–0        | 3–1        | 3–2        | 2–3        | 1–3        | 0–3        | V    | P    | R     | V      | P      | R      |
| --- | -------------- | --- | ----- | ----- | ----- | ---------- | ---------- | ---------- | ---------- | ---------- | ---------- | ---- | ---- | ----- | ------ | ------ | ------ |
| 1   | Itália         | 6   | 2     | 2     | 0     | 2          | 0          | 0          | 0          | 0          | 0          | 6    | 0    | MAX   | 151    | 124    | 1.218  |
| 2   | Estados Unidos | 3   | 2     | 1     | 1     | 0          | 1          | 0          | 0          | 0          | 1          | 3    | 4    | 0.750 | 164    | 161    | 1.019  |
| 3   | Austrália      | 0   | 2     | 0     | 2     | 0          | 0          | 0          | 0          | 1          | 1          | 1    | 6    | 0.167 | 142    | 172    | 0.826  |

| Data   |                | Placar |                | 1º Set | 2º Set | 3º Set | 4º Set | 5º Set | Total |
| ------ | -------------- | ------ | -------------- | ------ | ------ | ------ | ------ | ------ | ----- |
| 16 jul | Itália         | 3–0    | Estados Unidos | 25–22  | 25–21  | 26–24  |        |        | 76–67 |
| 17 jul | Estados Unidos | 3–1    | Austrália      | 22–25  | 25–18  | 25–23  | 25–19  |        | 97–85 |
| 18 jul | Austrália      | 0–3    | Itália         | 14–25  | 22–25  | 21–25  |        |        | 57–75 |

#### Grupo I
|     |        |     | Jogos | Jogos | Jogos | Resultados | Resultados | Resultados | Resultados | Resultados | Resultados | Sets | Sets | Sets  | Pontos | Pontos | Pontos |
| Pos | Equipe | Pts | T     | V     | D     | 3–0        | 3–1        | 3–2        | 2–3        | 1–3        | 0–3        | V    | P    | R     | V      | P      | R      |
| --- | ------ | --- | ----- | ----- | ----- | ---------- | ---------- | ---------- | ---------- | ---------- | ---------- | ---- | ---- | ----- | ------ | ------ | ------ |
| 1   | Irã    | 4   | 2     | 1     | 1     | 0          | 1          | 0          | 1          | 0          | 0          | 5    | 4    | 1.250 | 210    | 209    | 1.005  |
| 2   | Brasil | 3   | 2     | 1     | 1     | 0          | 1          | 0          | 0          | 1          | 0          | 4    | 4    | 1,000 | 189    | 195    | 0.969  |
| 3   | Rússia | 2   | 2     | 1     | 1     | 0          | 0          | 1          | 0          | 1          | 0          | 4    | 5    | 0.800 | 212    | 207    | 1.024  |

| Data   |        | Placar |        | 1º Set | 2º Set | 3º Set | 4º Set | 5º Set | Total   |
| ------ | ------ | ------ | ------ | ------ | ------ | ------ | ------ | ------ | ------- |
| 16 jul | Irã    | 2–3    | Rússia | 25–18  | 18–25  | 21–25  | 37–35  | 8–15   | 109–118 |
| 17 jul | Rússia | 1–3    | Brasil | 24–26  | 25–22  | 23–25  | 22–25  |        | 94–98   |
| 18 jul | Brasil | 1–3    | Irã    | 21–25  | 19–25  | 25–23  | 26–28  |        | 91–101  |

### Final four
|  | Semifinais     | Semifinais  |   |             | Final          | Final |  |
|  |                |             |   |             |                |       |  |
|  | 19 de julho    |             |   |             |                |       |  |
|  | Irã            | 0           |   |             |                |       |  |
|  | Estados Unidos | 3           |   |             |                |       |  |
|  |                |             |   |             |                |       |  |
|  |                |             |   |             | 20 de julho    |       |  |
|  |                |             |   |             | Estados Unidos | 3     |  |
|  |                | Brasil      | 1 |             |                |       |  |
|  |                |             |   |             |                |       |  |
|  |                |             |   |             |                |       |  |
|  |                |             |   |             | Terceiro lugar |       |  |
|  | 19 de julho    | 19 de julho |   | 20 de julho | 20 de julho    |       |  |
|  | Itália         | 0           |   | Irã         | 0              |       |  |
|  | Brasil         | 3           |   |             | Itália         | 3     |  |

Semifinais
| Data   |        | Placar |                | 1º Set | 2º Set | 3º Set | 4º Set | 5º Set | Total |
| ------ | ------ | ------ | -------------- | ------ | ------ | ------ | ------ | ------ | ----- |
| 19 jul | Irã    | 0–3    | Estados Unidos | 18–25  | 22–25  | 16–25  |        |        | 56–75 |
| 19 jul | Itália | 0–3    | Brasil         | 11–25  | 23–25  | 20–25  |        |        | 54–75 |

Terceiro lugar
| Data   |     | Placar |        | 1º Set | 2º Set | 3º Set | 4º Set | 5º Set | Total |
| ------ | --- | ------ | ------ | ------ | ------ | ------ | ------ | ------ | ----- |
| 20 jul | Irã | 0–3    | Itália | 22–25  | 18–25  | 22–25  |        |        | 62–75 |

Final
| Data   |                | Placar |        | 1º Set | 2º Set | 3º Set | 4º Set | 5º Set | Total  |
| ------ | -------------- | ------ | ------ | ------ | ------ | ------ | ------ | ------ | ------ |
| 20 jul | Estados Unidos | 3–1    | Brasil | 31–29  | 21–25  | 25–20  | 25–23  |        | 102–97 |

## Classificação final
| Campeão | Vice-campeão | Terceiro lugar |
| Estados UnidosMatthew Anderson · Sean Rooney · Taylor Sander · David Lee · Paul Lotman · Kawika Shoji · Micah Christenson · Russell Holmes · Carson Clark · Maxwell Holt · Garrett Muagututia · Erik ShojiRyan Ammerman · William Priddy · Murphy Troy · Antonio Ciarelli · Vaafuti Tavana · Jeffrey Menzel · Dustin Watten · Alfredo Reft · David Smith · James Shaw | BrasilBruno Rezende · Éder Carbonera · Wallace de Souza · Sidnei dos Santos Júnior · Leandro Vissotto Neves · Murilo Endres · Ricardo Lucarelli · Rafael Araújo · Gustavo Bonatto · Lucas Saatkamp · Mário Júnior · Raphael Vieira · Douglas Souza · Lucas LóhIsac Santos · William Arjona · Théo Lopes · Felipe Lourenço da Silva · Luiz Felipe Fonteles · Maurício Souza · Murilo Radke · Maurício Borges | ItáliaJiří Kovář · Simone Parodi · Luca Vettori · Salvatore Rossini · Ivan Zaytsev · Filippo Lanza · Simone Buti · Dragan Travica · Matteo Piano · Emanuele Birarelli · Michele Baranowicz · Andrea Giovi · Simone Anzani · Luigi RandazzoThomas Beretta · Antonio Corvetta · Gabriele Maruotti · Davide Saitta · Daniele Mazzone · Giulio Sabbi · Massimo Colaci · Michele Fedrizzi |

| 4  | Irã           |
| 5  | Rússia        |
| 6  | Sérvia        |
| 7  | Bulgária      |
| 7  | Polônia       |
| 9  | Austrália     |
| 10 | França        |
| 11 | Bélgica       |
| 12 | Países Baixos |
| 13 | Argentina     |
| 13 | Canadá        |
| 13 | Portugal      |
| 16 | Chéquia       |
| 16 | Finlândia     |
| 16 | Alemanha      |
| 19 | Japão         |
| 19 | Coreia do Sul |
| 21 | Cuba          |
| 22 | Turquia       |
| 23 | China         |
| 24 | Eslováquia    |
| 25 | México        |
| 25 | Espanha       |
| 27 | Porto Rico    |
| 27 | Tunísia       |

Fonte: FIVB

## Prêmios individuais
O jogador mais valioso (MVP) recebeu uma premiação de 30 000 dólares e os demais um valor de 10 000 dólares cada um. A seleção do campeonato foi composta pelos seguintes jogadores:
- MVP (Most Valuable Player):  Taylor Sander